# Chiesetta-oratorio di Sant'Andrea
La chiesetta-oratorio di Sant'Andrea è un edificio religioso che fonde elementi dell'architettura romanica e di quella barocca. Si trova in località Agnuzzo, nel territorio di Muzzano.

## Storia
L'edificio, come hanno appurato anche alcuni scavi archeologici condotti fra il 2004 e il 2005, fu costruito in diverse fasi fra l'XI e il XX secolo. La prima menzione risale al 1208, ma la chiesa era preesistente: un primo edificio risale probabilmente all'XI secolo ed era dotato di un'abside. Nel XII secolo fu aggiunto il campanile, in stile romanico ma modificato con l'aggiunta di un piano in stile barocco. Nel XV secolo la chiesa fu ampliata e nel XVIII subì un'inversione dell'asse e varie aggiunte, fra le quali un innalzamento delle pareti e la realizzazione della sagrestia e delle decorazioni in stucco. La scala risale invece al 1922.